# کژموشه
کژموشه (به لهستانی:  Krzymosze) یک منطقهٔ مسکونی در لهستان است که در گمینا مورده واقع شده‌است.